# Lúcio Ignácio Baumgaertner
Lúcio Ignácio Baumgaertner (Farroupilha, 2 de setembro de 1931 – Cascavel, 1 de abril de 2023) foi um sacerdote católico brasileiro, arcebispo metropolitano da Arquidiocese de Cascavel, no estado do Paraná.

## Biografia
Filho de José Baumgaertner e Ottilia Flach Baumgaertner, ambos de origem alemã, iniciou seus estudos eclesiásticos no Seminário Menor Nossa Senhora Aparecida, de Caxias do Sul, estado do Rio Grande do Sul. Cursou ainda Filosofia no Seminário Central Imaculada Conceição, de São Leopoldo, Teologia no Seminário Central de Viamão, licenciatura em Pedagogia, Orientação Educacional e Ciências Jurídicas.

### Atividades antes do episcopado
Sua ordenação sacerdotal ocorreu em 1 de dezembro de 1957, em Bento Gonçalves.
Exerceu as funções de cooperador na Paróquia de Nossa Senhora de Lourdes, de Caxias do Sul (1958); professor no Seminário Diocesano de Nossa Senhora Aparecida (1959-1961); pároco de São Domingos de Torres (1961-1965); reitor do Seminário Diocesano de Nossa Senhora Aparecida; coordenador da Pastoral da Juventude e Pastoral Familiar; cooperador da Catedral Diocesana, professor na Universidade de Caxias do Sul (1965-1970); professor e pároco de Santo Antônio de Caxias do Sul (1982); pároco de Santo Antônio de Bento Gonçalves (1982-1983).

### Atividades durante o episcopado
A ordenação episcopal deu-se no dia 12 de outubro de 1983, em Farroupilha, assumindo em seguida a diocese de Toledo, no Paraná, onde foi seu terceiro bispo, de 1983 a 1996, período em que presidiu a Regional Sul 2 da Conferência Nacional dos Bispos do Brasil.
Em 27 de dezembro de 1995 foi nomeado Arcebispo Metropolitano de Cascavel, sendo o segundo ocupante do cargo, em substituição ao arcebispo Dom Armando Círio, que havia renunciado por idade.
No dia 31 de dezembro de 2007, por ter atingido a idade limite, renunciou compulsoriamente ao cargo, atendendo assim disposição do Direito Canônico. Foi substituído por Dom Mauro Aparecido dos Santos, passando à condição de Arcebispo Emérito e exercendo funções sacerdotais na cidade.
Seu lema era Ut Vitam Habeant (Para que tenham vida).

### Morte
Faleceu em Cascavel, aos 91 anos de idade, no dia 1 de abril de 2023, vitimado por uma infecção pulmonar.

### Ordenações
Sacerdotal 
- Reginei José Modolo (2000)

Episcopal
- Nélio Domingos Zortea (2016)

Concelebrante episcopal
- Luiz Vicente Bernetti, O.A.D. † (1996)
- Irineu Roque Scherer † (1998)
- Anuar Battisti (1998)
- José Antônio Peruzzo (2005)
- Adimir Antônio Mazali (2020)